# Joel Mogorosi
Joel Mogorosi (* 2. August 1984 in Gaborone) ist ein botswanischer Fußballspieler.

## Verein
Mogorosi begann seine Karriere beim Botswana Meat Commission FC und wechselte weiter zum Township Rollers FC. Der Stürmer spielte von 2006 bis 2008 jeweils eine Saison bei AE Paphos und APOP Kinyras Peyias auf Zypern und kehrte nach Botswana zurück. Ab dem Sommer 2012 folgten drei Jahre bei Bloemfontein Celtic in Südafrika. Anschließend ging er wieder  in sein Heimatland und spielt aktuell für Gaborone United.

## Nationalmannschaft
Er ist seit 2005 Mitglied der botswanischen A-Nationalmannschaft und absolvierte bisher 93 Spiele, in denen er 16 Treffer erzielen konnte.

## Erfolge
- Botswanischer Meister: 2010, 2011, 2012, 2017, 2018, 2019
- Botswanischer Pokalsieger: 2010